# Mimas pallida-obsoleta
Mimas pallida-obsoleta är en fjärilsart som beskrevs av Tutt 1902. Mimas pallida-obsoleta ingår i släktet Mimas och familjen svärmare. Inga underarter finns listade i Catalogue of Life.